# Билбас Василь Андрійович
Василь Андрійович Билбас (1906, місто Слов'янськ Бахмутського повіту Катеринославської губернії, тепер Донецької області — 28 травня 1966, місто Ташкент, Республіка Узбекистан) — радянський партійний діяч, секретар ЦК КП(б) Узбекистану. Член Бюро ЦК КП(б) Узбекистану. Депутат Верховної ради Узбецької РСР. Депутат Верховної Ради СРСР 2-го і 4-го скликань.

## Біографія
Народився в родині робітника-мастильника залізничної станції Слов'янськ. У 1922 році вступив до комсомолу.
У березні 1922 — травні 1924 р. — відповідальний секретар Сергіївського районного відділення спілки «Всеробітземліс» Бахмутського округу.
У серпні 1924 — лютому 1927 р. — учень робітничого факультету та Донецького інституту народної освіти в місті Луганську, закінчив перший курс інституту.
Член ВКП(б) з грудня 1926 року.
У березні 1927 — листопаді 1928 р. — завідувач відділу агітації, пропаганди і друку Ново-Нікольського районного комітету ВКП(б) Тульської губернії. У листопаді 1928 — липні 1929 р. — старший інспектор Тульського губернського політпросвіту.
У липні 1929 — січні 1930 р. — завідувач відділу агітації, пропаганди і друку Каганського районного комітету КП(б) Узбекистану. У січні 1930 — січні 1931 р. — інструктор Бухарського окружного комітету КП(б) Узбекистану. У січні 1931 — липні 1932 р. — редактор газети «Колхозная правда» селища Мирзачуль Узбецької РСР. У липні 1932 — лютому 1933 р. — завідувач організаційного відділу Бек-Будинського районного комітету КП(б) Узбекистану. У лютому — березні 1933 р. — завідувач організаційного відділу Джизацького районного комітету КП(б) Узбекистану. У березні — серпні 1933 р. — завідувач організаційного відділу Янгі-Юльського районного комітету КП(б) Узбекистану.
У жовтні 1933 — січні 1935 р. — начальник політичного відділу Беш-Арикської (Кіровської) машинно-тракторної станції Узбецької РСР. У лютому 1935 — грудні 1937 р. — заступник секретаря (2-й секретар) Ленінського районного комітету КП(б) Узбекистану. У грудні 1937 — лютому 1938 р. — начальник насіннєвого управління, начальник бавовняного управління Народного комісаріату землеробства Узбецької РСР.
У лютому 1938 — лютому 1940 року — 2-й секретар Організаційного бюро ЦК КП(б) Узбекистану по Бухарській області, 2-й секретар Бухарського обласного комітету КП(б) Узбекистану. У лютому 1940 — березні 1941 року — 2-й секретар Ферганського обласного комітету КП(б) Узбекистану.
У березні 1941 — 10 січня 1950 року — секретар ЦК КП(б) Узбекистану.
У січні 1950 — лютому 1951 р. — слухач курсів перших секретарів обкомів при ЦК ВКП(б) у Москві.
У лютому 1951 — березні 1955 року — 1-й заступник, заступник голови Ради Міністрів Узбецької РСР.
У березні 1955 — 22 жовтня 1965 року — міністр меліорації і водного господарства Узбецької РСР.
Помер у Ташкенті 28 травня 1966 року. Похований на Боткинському міському цвинтарі Ташкенту.

## Нагороди
- два ордени Леніна (26.12.1944,)
- орден Вітчизняної війни ІІ ст.
- чотири ордени Трудового Червоного Прапора (21.01.1939; 11.01.1957,)
- орден «Знак Пошани»
- медалі
- заслужений іригатор Узбецької РСР